# Cosmoscarta fumosa
Cosmoscarta fumosa är en insektsart som beskrevs av William Lucas Distant 1914. Cosmoscarta fumosa ingår i släktet Cosmoscarta och familjen spottstritar. Inga underarter finns listade i Catalogue of Life.